# Glicose
A glicose - também conhecida como glucose ou dextrose - é um monossacarídeo e é um dos carboidratos mais importantes na biologia. As células a usam como fonte de energia e intermediário metabólico. A glicose é um dos principais produtos da fotossíntese e inicia a respiração celular em seres procariontes e eucariontes. É um cristal sólido de sabor adocicado, de fórmula molecular C6H12O6, encontrado na natureza na forma livre ou combinada. Juntamente com a frutose e a galactose, é o carboidrato fundamental de carboidratos maiores, como sacarose, lactose e maltose. Amido e celulose são polímeros de glucose.
No metabolismo, a glicose é uma das principais fontes de energia e fornece 4 calorias de energia por grama. A glicose hidratada (como no soro glicosado) fornece 3,4 calorias por grama. Sua degradação química durante o processo de respiração celular dá origem a energia química (armazenada em moléculas de ATP — 36 ou 38 moléculas (depende da célula) de ATP por moléculas de glicose), gás carbônico e água.
Por ter 6 átomos de carbono, é classificada como uma hexose, uma subcategoria dos monossacarídeos. A D-Glicose é um dos 16 estereoisômeros da aldohexose, também conhecida como dextrose acontece abundantemente na natureza, diferente de seu isomero L-Glicose. No Brasil, é fabricada a partir da cana-de-açúcar, mais precisamente.
No ano de 1747, Andreas Sigismund Marggraf foi o primeiro a isolar a glicose.
A glicose, quando em solução com a substância Benedict sob aquecimento, muda sua cor de azul para laranja .
Apresenta fórmula mínima: CH2O

## Estrutura
A glicose (C6H12O6) contém seis átomos de carbono e um grupo aldeído e é consequentemente referida como uma aldo-hexose. A molécula de glicose pode existir em uma forma de cadeia aberta (acíclica) e anel (cíclica) (em equilíbrio), a última sendo o resultado de uma reação intramolecular entre o átomo C do aldeído e a grupo hidroxil C-5 para formar um hemiacetal intramolecular. Em solução aquosa as duas formas estão em equilíbrio, e em pH 7 a forma cíclica é predominante. Como o anel contém cinco átomos de carbono e um átomo de oxigênio, o que lembra a estrutura do pirano, a forma cíclica da glucose também é referida como glucopiranose. Neste anel, cada carbono está ligado a um grupo hidroxila lateral com exceção do quinto átomo, que se liga ao sexto átomo de carbono fora do anel, formando um grupo CH2OH.

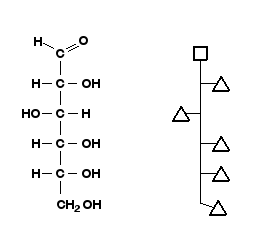
Estrutura aberta da glicose mostrada utilizando projeção de Fischer, à esquerda, e modelo poligonal, à direita.

- Alfa
- Beta
- Cadeia aberta

## Função
O nome Glicose veio do grego (γλυκύς), que significa "doce", mais o sufixo -ose, indicativo de açúcar.
Tem função de regulador de energia, participa das vias metabólicas, além de ser precursora de outras importantes moléculas.